# إيفيت نولان
إيفيت نولان (بالإنجليزية: Yvette Nolan)‏ (1961، برينس ألبرت في كندا)؛ روائية كندية.